# 古川佳奈美
古川 佳奈美（ふるかわ かなみ、1997年7月27日 - ）は、日本のパラ卓球選手（クラス11）。

## 経歴
1997年7月27日生まれ、福岡県福岡市出身。小学校4年生の時、専門機関で軽度知的障害と自閉症スペクトラムの合併症と診断された。福岡市立和白中学校に入学し、中学で卓球部に入部して卓球を始める。3年生で、知的障がい選手が対象の2012年FIDジャパン・ユースオープン（福岡県）に「ただのオープン大会だと思って出場」し、初出場初優勝した。立花高校に進学し、高校でも健常者の大会と併せて、パラ卓球大会に参加した。障害のクラス分け認定を経て、2015年からは国際大会に出場するようになった。
高校卒業後は北九州市の明太子製造工場に勤務しながら、週6日の練習を続けた。2020年4月、卓球総合メーカーの株式会社VICTASと、アドバイザリー契約を締結。2021年7月に2020年東京パラリンピック日本代表に選出された。所属は博多卓球クラブ、目標の選手は、2020年に全日本選手権男子シングルスを制した宇田幸矢。

## 主な成績
2017年　
- ドバイ2017アジアユースパラ競技大会（UAE）女子シングルス 　クラス11　3位[6]

2018年
- FIDジャパン･チャンピオンシップ卓球大会（神奈川）女子シングルス 3位　女子ダブルス 3　クラス11[6]
- ITTFパラ世界選手権(スロベニア）　女子シングルス 3位[6]
- 2018FIDジャパン・チャンピオンリーグ卓球大会（神奈川）　女子シングルス 4位　クラス11[6]

2019年
- パラFIDジャパン・チャンピオンシップ卓球大会2019（神奈川）　女子シングルス 3位　女子ダブルス 3位　クラス11[6]
- ITTF アジアパラチャンピオンシップ(台湾)　女子シングルス ベスト8　女子団体 3位　クラス11[6]
- ITTF PTTジャパンオープン2019東京(東京）　女子シングルス 3位　女子ダブルス 2位　クラス11[6]
- INASグローバルゲームズ（オーストラリア）　女子団体3位　クラス11[7][10]

2020年
- スペインオープン　女子シングルス3位、女子団体準優勝　クラス11[7][11]

2024年
- パリパラリンピック　女子シングルス銅メダル　クラス11